# Leucophysalis viscosa
Leucophysalis viscosa là loài thực vật có hoa trong họ Cà. Loài này được (Schrad.) Hunz. mô tả khoa học đầu tiên năm 1991.